# Теорія хаосу
Тео́рія хао́су — підрозділ математики та фізики, який займається дослідженням систем, динаміка яких, за певних умов, значною мірою залежить від початкових умов, що робить довгострокове прогнозування неможливим. Через те що, з одного боку, динаміка поведінки таких систем відповідає законам фізики, а, з другого, виглядає нерегулярною, вона називається детермінованим хаосом. Хаотичні системи є нелінійними динамічними системами.
Інтеміттенція означає, що сигнал, який розвивається у часі регулярно (або ламінарно), переривається статистично розподіленими проміжками нерегулярного руху (інтерміттентними сплесками). При зміні зовнішнього керуючого параметра середнє число цих сплесків зростає до тих пір, поки рух не стає повністю хаотичним.
Прикладами хаотичних систем є атмосфера, турбулентні потоки, деякі види аритмій серця, біологічні популяції, суспільство як система комунікацій та його підсистеми: економічні, політичні, психологічні (культурно-історичні та інтеркультуральні) й інші соціальні системи. Їх вивчення, поряд з аналітичним дослідженням наявних рекурентних співвідношень, зазвичай супроводжується математичним моделюванням.
Едвард Лоренц описав теорію хаосу так:

|                          | Хаос: коли нинішній стан визначає майбутнє, але приблизний нинішній стан не визначає майбутнє навіть приблизно.Оригінальний текст (англ.) Chaos: When the present determines the future, but the approximate present does not approximately determine the future. |
| — Едвард Лоренц, 2005 р. | |

Теорія хаосу — галузь досліджень, що пов'язує математику і фізику. В основу теорії хаосу лягли серед інших роботи Анрі Пуанкаре, Едварда Лоренца, Бенуа Мандельброта, Бориса Чирікова, Якова Синая, Олександра Шарковського, Олександра Ляпунова, Джеймса Йорка та Мітчела Файгенбаума.

## Історія

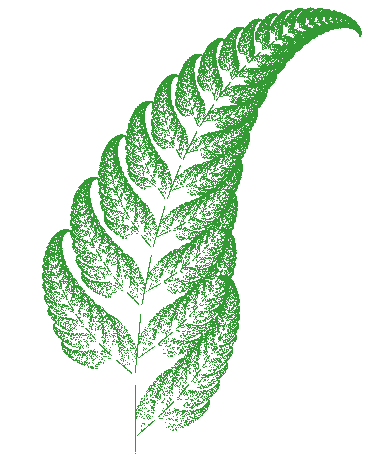
Фрактальна папороть, створена завдяки грі хаосу. Природні форми (папороті, хмари, гори тощо) можуть бути відтворені через систему повторюваних функцій

Першим дослідником хаосу був Анрі Пуанкаре. У 1880-х роках, при вивченні поведінки системи з трьома тілами, що взаємодіють гравітаційно, він зауважив, що можуть існувати неперіодичні орбіти, які постійно і не віддаляються, і не наближаються до конкретної точки. У 1898 році Жак Адамар видав впливову роботу про хаотичний рух вільної частинки, що ковзає без тертя по поверхні постійної від'ємної кривини. У своїй роботі «більярд Адамара» він довів, що всі траєкторії непостійні і частки в них відхиляються одна від одної з додатним показником Ляпунова.
Майже вся більш рання теорія, під назвою ергодичної теорії, була розроблена тільки математиками. Пізніше нелінійні диференціальні рівняння вивчали Біркгоф, A. Колмогоров, M. Каретник, Дж. Літлвуд і Стівен Смейл. Крім Смейла, на вивчення хаосу всіх їх надихнула фізика: поведінка трьох тіл у випадку з Біркгофом, турбулентність і астрономічні дослідження у випадку з Колмогоровим, радіотехніка у випадку з Каретником і Літлвудом. Хоча хаотичний планетарний рух не вивчався, експериментатори зіткнулися з турбулентністю течії рідини і неперіодичними коливаннями в радіосхемах, не маючи достатньої теорії, щоб це пояснити.
Незважаючи на спроби зрозуміти хаос у першій половині 20 століття, теорія хаосу як така почала формуватися лише з середини століття. Тоді для деяких вчених стало очевидно, що лінійна теорія, яка переважала в той час, просто не може пояснити деякі спостережувані експерименти подібно до логістичного відображення. Щоб заздалегідь виключити неточності при вивченні, прості «перешкоди» у теорії хаосу вважали повноцінною складовою досліджуваної системи.
Основним каталізатором для розвитку теорії хаосу стала електронно-обчислювальна машина. Значна частина математики в теорії хаосу виконує повторну ітерацію простих математичних формул, що робити вручну дуже трудомістко. Електронно-обчислювальні машини робили такі повторні обчислення досить швидко, тоді як малюнки і зображення дозволяли візуалізувати ці системи.
Одним з піонерів у теорії хаосу був Едвард Лоренц, інтерес якого до хаосу з'явився випадково, коли він працював над прогнозом погоди в 1961 році. Погодне моделювання Лоренц виконував на простому цифровому комп'ютері McBee LGP-30. Коли він захотів побачити всю послідовність даних, то, щоб заощадити час, він запустив моделювання з середини процесу, ввівши дані з роздруківки, які він обчислив у минулий раз. На його подив погода, яку машина почала пророкувати, повністю відрізнялася від погоди, розрахованої раніше. Лоренц звернувся до комп'ютерної роздруківки. Комп'ютер працював з точністю до 6 цифр, але роздруківка округлила змінні до 3 цифр, наприклад значення 0,506127 було надруковано як 0,506. Ця несуттєва відмінність не повинно була мати фактично ніякого ефекту. Однак Лоренц виявив, що найменші зміни в первісних умовах викликають великі зміни в результаті. Відкриттю дали ім'я Лоренца і воно довело, що метеорологія не може точно передбачити погоду на період більше тижня.
Роком раніше, Бенуа Мандельброт знайшов повторювані зразки у кожній групі даних про ціни на бавовну. Він вивчав теорію інформації і зробив висновок, що структура перешкод подібна набору Регента[невідомий термін]: в будь-якому масштабі пропорція періодів з перешкодами до періодів без них була постійною — отже помилки неминучі і мають бути заплановані. Мандельброт описав два явища: «ефект Ноя», який виникає, коли відбуваються раптові переривчасті зміни, наприклад, зміна цін після поганих новин, і «ефект Йосифа» у якому значення постійні деякий час, але все ж раптово змінюються згодом. У 1967 році він опублікував роботу «Якої довжини узбережжя Великої Британії? Статистичні дані подібностей і відмінностей у вимірах», доводячи, що дані про довжину берегової лінії змінюються в залежності від масштабу вимірювального приладу. Він стверджував, що клубок мотузки здається точкою, якщо його розглядати здалеку (0-вимірний простір), він же буде клубком або кулею, якщо його розглядати досить близько (3-вимірний простір) або може виглядати замкнутою кривою лінією зверху (1-вимірний простір). Він довів, що дані вимірювання об'єкта завжди відносні і залежать від точки спостереження.
Об'єкт, зображення якого є постійними в різних масштабах («самоподібність») є фракталом (наприклад, крива Коха, або «сніжинка»). У 1975 році Мандельброт опублікував роботу «Фрактальна геометрія природи», яка стала класичною теорією хаосу. Деякі біологічні системи, такі як система кровообігу і бронхіальна система, підходять під опис фрактальної моделі.

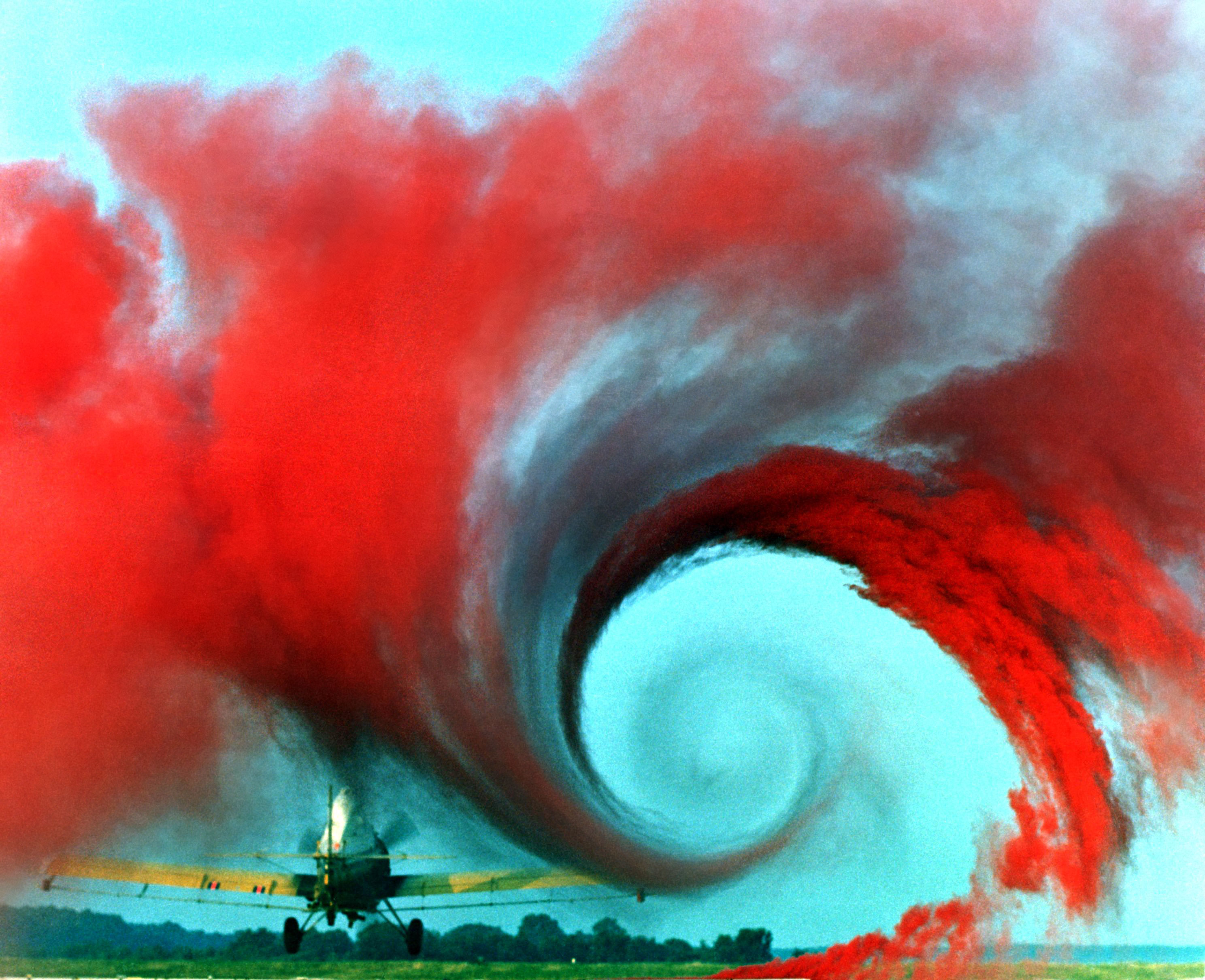
Турбулентні потоки повітря від крила літака, що утворюються під час його посадки. Вивчення критичної точки, після якої система створює турбулентність, були важливі для розвитку теорії хаосу. Наприклад, радянський фізик Лев Ландау розробив Теорія турбулентності Ландау — Гопфа. Пізніше Девід Руелл і Флоріс Тейкнс передбачили, всупереч Ландау, що турбулентність в рідині могла розвинутися через дивний атрактор, тобто основну концепцію теорії хаосу

Явища хаосу спостерігали багато експериментаторів ще до того, як його почали досліджувати. Наприклад, у 1927 році Ван дер Пол, а в 1958 році П. Івес. 27 листопада 1961 року Й. Уеда, будучи аспірантом в лабораторії Кіотського університету, помітив деяку закономірність і назвав її «випадкові явища перетворень», коли експериментував з аналоговими обчислювальними машинами. Тим не менш, його керівник не погодився тоді з його висновками і не дозволив йому представити свої висновки громадськості до 1970 року.
У грудні 1977 року Нью-Йоркська академія наук організувала перший симпозіум з теорії хаосу, який відвідали Девід Руелл, Роберт Мей, Джеймс А. Іорк, Роберт Шоу, Й. Даян Фермер, Норман Пакард і метеоролог Едвард Лоренц.
В наступному році Мітчелл Фейгенбаум видав статтю «Кількісна універсальність для нелінійних перетворень», де він описав логістичні відображення. М. Фейгенбаум застосував рекурсивну геометрію до вивчення природних форм, таких як берегові лінії. Особливість його роботи у тому, що він встановив універсальність в хаосі і застосовував теорію хаосу до багатьох явищ (див. Константи Фейгенбаума).

У 1979 році Альберт Дж. Либчейбр на симпозіумі в Осині представив свої експериментальні спостереження каскаду роздвоєння, який веде до хаосу. Його нагородили премією Вольфа у фізиці спільно з Мітчеллом Дж. Фейгенбаумом у 1986 році «за блискучу експериментальну демонстрацію переходів до хаосу в динамічних системах».

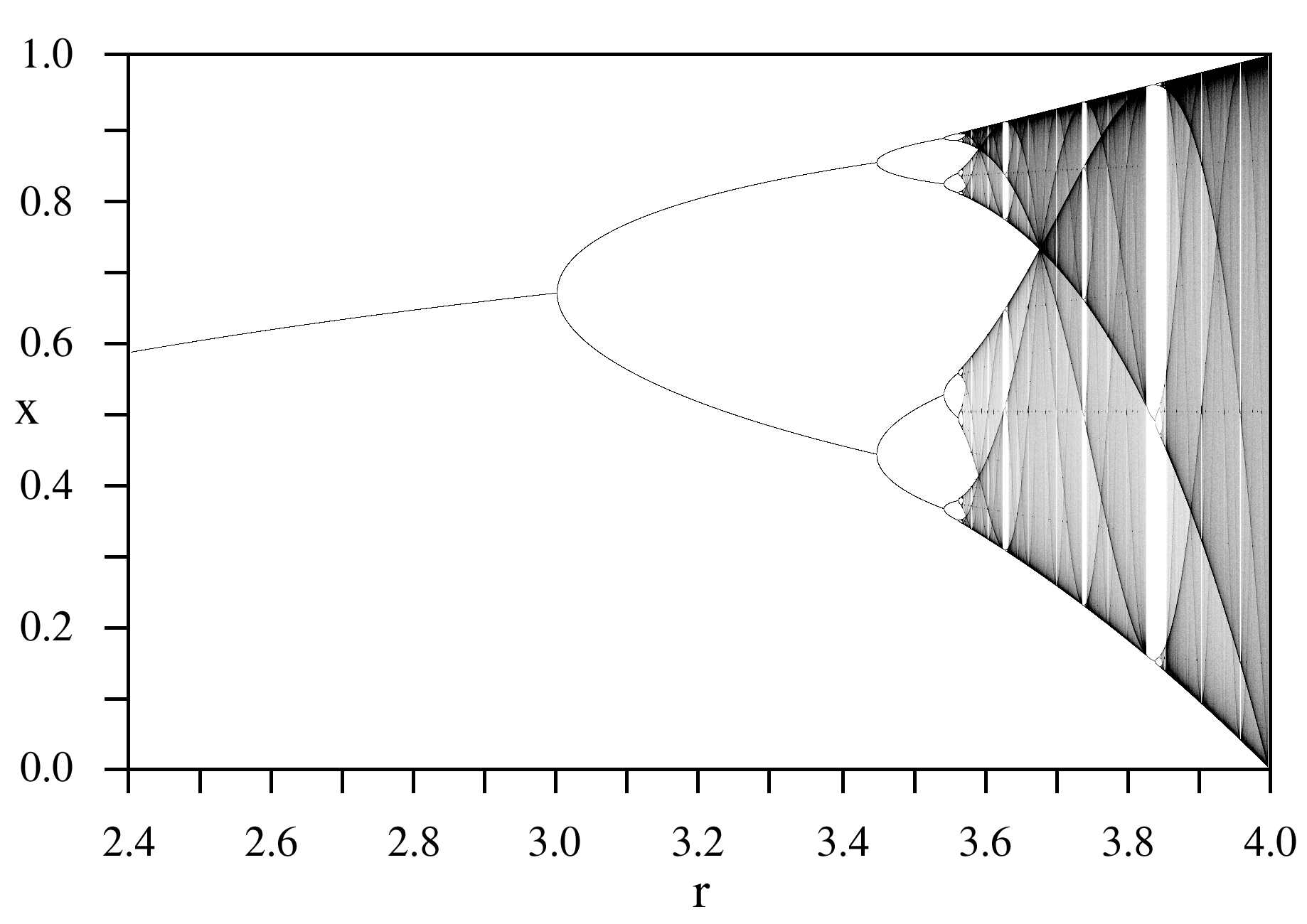
Біфуркаційна діаграма для логістичного відображення x → rx(1 — x). Кожен вертикальний сектор показує атрактор за відповідного значення r. На діаграмі видно серію подвоєнь періоду при збільшенні r. Після деякого значення r атрактор стає хаотичним.

Тоді ж у 1986 році Нью-Йоркська Академія Наук разом з національним Інститутом Мозку і центром Військово-морських досліджень організували першу важливу конференцію з хаосу в біології і медицині. Там Бернардо Уберман продемонстрував математичну модель ока і порушень його рухливості серед шизофреніків. Це призвело до широкого застосування теорії хаосу в фізіології у 1980-х роках, наприклад, у вивченні патології серцевих циклів.
У 1987 році Пер Бак, Прат Тан і Курт Вісенфелд надрукували статтю в газеті, де вперше описали систему самодостатності (СС), яка є одним з природних механізмів. Багато досліджень тоді були сконцентровані навколо великомасштабних природних або соціальних систем. CC стала сильним претендентом на пояснення безлічі природних явищ, включно з землетрусами, сонячними сплесками, коливаннями в економічних системах, формуванням ландшафту, лісовими пожежами, зсувами, епідеміями й біологічною еволюцією.
Зважаючи на нестабільний і безмасштабний розподіл випадків виникнення, не дивно, що деякі дослідники запропонували розглянути як приклад CC виникнення воєн. Ці «прикладні» дослідження включали в себе дві спроби моделювання: розробка нових моделей і пристосування наявних до даної природної системи.
У тому ж році Джеймс Глеїк видав роботу «Хаос: створення нової науки», яка стала бестселером і представила широкій публіці загальні принципи теорії хаосу і її хронологію. Теорія хаосу прогресивно розвивалася як міжпредметна та університетська дисципліна, головним чином під назвою «аналіз нелінійних систем». Спираючись на концепцію Томаса Куна про зміну парадигм, багато вчених-хаотиків" (так вони самі назвали себе) стверджували, що ця нова теорія і є прикладом зсуву.
Доступність дешевих і потужніших комп'ютерів розширює можливості застосування теорії хаосу. В даний час теорія хаосу продовжує бути дуже активною галуззю досліджень, залучаючи багато різних дисциплін (математика, топологія, фізика, біологія, метеорологія, астрофізика, теорія інформації і т. д.).

## Основні відомості
Теорія хаосу стверджує, що складні системи надзвичайно залежні від початкових умов, і невеликі зміни в навколишньому середовищі можуть призвести до непередбачуваних наслідків.
Математичні системи з хаотичною поведінкою є детермінованими, тобто підпорядковуються деякому строгому закону, та, в деякому розумінні, є впорядкованими. Таке використання слова «хаос» відрізняється від його звичайного значення (див. хаос у міфології). Окрема галузь фізики — теорія квантового хаосу — вивчає недетерміновані системи, що підкоряються законам квантової механіки.
Піонерами теорії вважаються французький фізик і філософ Анрі Пуанкаре (довів теорему про повернення), радянські математики А. М. Колмогоров і В. І. Арнольд і німецький математик Ю. К. Мозер, які побудували теорію хаосу, звану КАМ (теорія Колмогорова — Арнольда — Мозера). Теорія вводить поняття атракторів (зокрема, дивних атракторів як притягувальних канторових структур), стійких орбіт системи (т. зв. КАМ-торів).

## Поняття хаосу

Приклад чутливості системи до початкових умов, де x → 4x(1 — x) і y → x + y, якщо x + y < 1 (інакше x + y — 1). Тут чітко видно, що ряди значень x і y через якийсь час помітно відхиляються один від одного, хоча в початкових станах відмінності мікроскопічні

У побутовому контексті слово «хаос» означає «перебування в стані безладу». У теорії хаосу прикметник хаотичний визначено більш точно. Хоча загальноприйнятого універсального математичного визначення хаосу немає, зазвичай використовуване визначення говорить, що динамічна система, яка класифікується як хаотична, повинна мати такі властивості:
1. Вона повинна бути чутлива до початкових умов.
2. Вона повинна мати властивість топологічного змішування.
3. Її періодичні орбіти повинні бути всюди щільними.

Більш точні математичні умови виникнення хаосу мають такий вигляд: Система повинна мати нелінійні характеристики, бути глобально стійкою, але мати хоча б одну нестійку точку рівноваги коливального типу, при цьому розмірність системи повинна бути не менше 1,5[прояснити].
Лінійні системи ніколи не бувають хаотичними. Для того, щоб динамічна система була хаотичною, вона повинна бути нелінійною. За теоремою Пуанкаре — Бендиксона, неперервна динамічна система на площині не може бути хаотичною. Серед неперервних систем хаотичну поведінку мають тільки неплоскі просторові системи (обов'язкова наявність не менше трьох вимірів або неевклідова геометрія). Однак дискретна динамічна система на якійсь стадії може виявити хаотичну поведінку навіть в одновимірному або двовимірному просторі.

### Чутливість до початкових умов
Чутливість до початкових умов у такій системі означає, що всі точки, спочатку близькі між собою, в майбутньому мають траєкторії, що дуже відрізняються. Див. Стійкість динамічних систем.
Таким чином, довільно невелика зміна поточної траєкторії може призвести до значної зміни в її майбутній поведінці. Доведено, що останні дві властивості фактично мають на увазі чутливість до початкових умов (альтернативне, більш слабке визначення хаосу використовує тільки перші дві властивості з вищезгаданого списку).
Чутливість до початкових умов більш відома як «ефект метелика». Термін виник у зв'язку зі статтею «Пророцтво: Помах крил метелика в Бразилії викличе торнадо в штаті Техас», яку Едвард Лоренц у 1972 році вручив американській «Асоціації для просування науки» у Вашингтоні. Помах крил метелика символізує дрібні зміни в початковому стані системи, які викликають ланцюжок подій, що ведуть до великомасштабних змін. Якби метелик не плескав крилами, то траєкторія системи була б зовсім іншою, що в принципі доводить певну лінійність системи[прояснити].
Але дрібні зміни в початковому стані системи можуть і не викликати ланцюжок подій.

### Топологічне змішування
Топологічне змішування в динаміці хаосу означає таку схему розширення системи, що одна її ділянка в якійсь стадії розширення накладається на будь-яку іншу ділянку. Математичне поняття «змішування» як приклад хаотичної системи відповідає змішуванню різнокольорових фарб або рідин.

### Тонкощі визначення

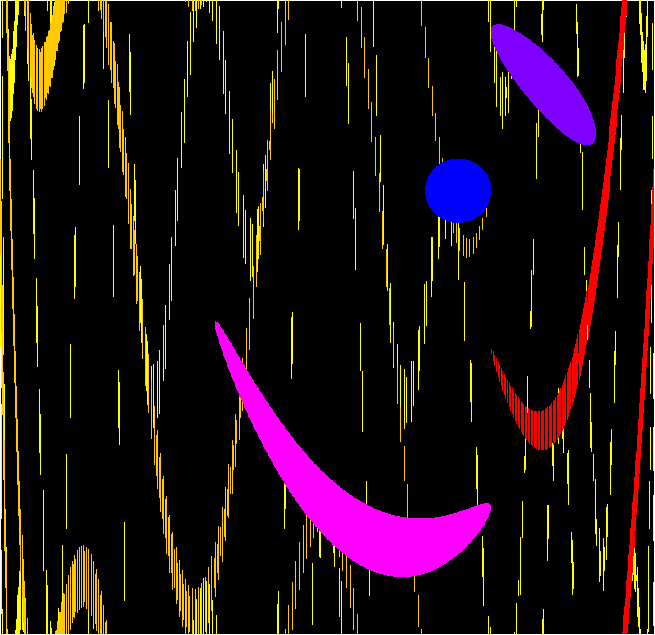
Приклад топологічного змішування, де x → 4x(1 — x) і y → x + y, якщо x + y < 1 (інакше x + y — 1). Тут синя ділянка в процесі розвитку була реорганізована спочатку в фіолетову, потім у рожеву і червону ділянки і врешті виглядає як хмара точок, розкиданих поперек простору

У популярних роботах чутливість до початкових умов часто плутають з власне хаосом. Грань дуже тонка, оскільки залежить від вибору показників вимірювання і визначення відстаней на конкретній стадії системи. Наприклад, розглянемо просту динамічну систему, яка неодноразово подвоює початкові значення. Така система має чутливу залежність від початкових умов скрізь, оскільки будь-які дві сусідні точки в початковій стадії згодом будуть на значній відстані одна від одної. Однак її поведінка тривіальна, оскільки всі точки крім нуля мають тенденцію до нескінченності, і це не є топологічним змішуванням. У визначенні хаосу увага зазвичай обмежується тільки закритими системами, у яких розширення і чутливість до початкових умов об'єднуються зі змішуванням.
Навіть для закритих систем чутливість до початкових умов не ідентична з хаосом у значенні, викладеному вище. Наприклад, розглянемо тор, заданий парою кутів (x, y) зі значеннями від 0 до 2π. Відображення будь-якої точки (x, y) визначається як (2x, y + a), де значення a/2π є ірраціональним. Подвоєння першої координати у відображенні вказує на чутливість до початкових умов. Однак, за ірраціональної зміни у другій координаті, немає ніяких періодичних орбіт — отже відображення не є хаотичним згідно з вищезгаданим визначенням.

## Інтерміттенція

Сценарії переходу до хаосу

Під інтерміттенцією розуміється такий вид сигналу, у якому випадковим чином чергуються довгі регулярні (ламінарні) фази (так звані вікна) й відносно короткі нерегулярні сплески.Такі сигнали спостерігаються у багатьох експериментах. Число хаотичних сплесків наростає при збільшенні зовнішнього параметра, а це значить, що інтерміттенція є неперервним переходом від регулярного руху до хаотичного. 
Перехід до хаосу через інтерміттенцію вперше був досліджений у роботах Pomeau та Manneville, які вирішували чисельно диференціальні рівняння моделі Лоренца

Перехід до хаосу (Kennamer, 1995)

{\displaystyle {\begin{matrix}{\dot {X}}=\sigma (X-Z),\\{\dot {Y}}=-XZ+rX-Y,\\{\dot {Z}}=XY=bZ.\end{matrix}}}
За {\displaystyle r<r_{c}} реалізація {\displaystyle Y(t)} є стійким періодичним рухом. При перевищенні порогу {\displaystyle r_{c}} коливання перериваються хаотичними сплесками, які із ростом {\displaystyle r} стають більш частішими, поки рух повністю не хаотизується. 

## Атрактори

Графік атрактора Лоренца для значень r = 28, σ = 10, b = 8/3

Атрактор (англ. attract — залучати, притягати) — множина станів (точніше — точок фазового простору) динамічної системи, до якої вона прямує з плином часу. Найпростішими варіантами атрактора є притягувальна нерухома точка (наприклад, у задачі про маятник з тертям) і періодична траєкторія (приклад — самозбуджувані коливання в контурі з позитивним зворотним зв'язком), однак бувають і значно складніші приклади.
Деякі динамічні системи є хаотичними завжди, але в більшості випадків хаотична поведінка спостерігається тільки в тих випадках, коли параметри динамічної системи належать до деякого спеціального підпростору.
Найцікавіші випадки хаотичної поведінки, коли великий набір початкових умов призводить до зміни на орбітах атрактора. Простий спосіб продемонструвати хаотичний атрактор — це почати з точки в районі тяжіння атрактора і потім скласти графік його подальшої орбіти. Через стан топологічної транзитивності це схоже на відображення картини повного кінцевого атрактора.
Наприклад, у системі, що описує маятник, простір двовимірний та складається з даних про положення і швидкість. Можна скласти графік положень маятника і його швидкості. Положення маятника в спокої буде точкою, а один період коливань буде виглядати на графіку як проста замкнута крива. Графік у формі замкнутої кривої називають орбітою. Маятник має нескінченну кількість таких орбіт, що утворюють за виглядом сукупність вкладених еліпсів.

## Дивні атрактори

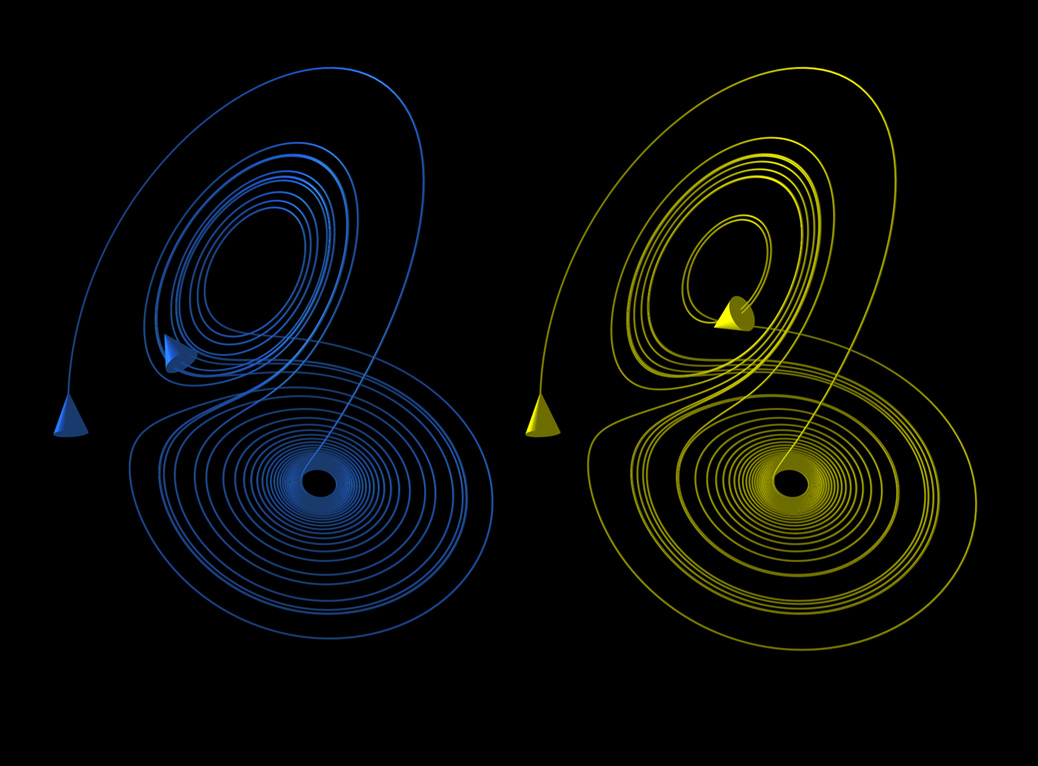
Атрактор Лоренца як діаграма хаотичної системи. Ці два графіки демонструють чутливу залежність від початкових умов у межах зайнятої атрактором ділянки

Більшість типів руху описується простими атракторами, які обмежені циклами. Хаотичний рух описується дивними атракторами, які дуже складні й мають багато параметрів. Наприклад, проста тривимірна система погоди описується відомим атрактором Лоренца — однією з найвідоміших діаграм хаотичних систем, не тільки тому, що вона була однією з перших, але й тому, що вона одна з найскладніших. Іншим таким атрактором є атрактор Ресслера, який має подвійний період, подібно дологістичного відображення.
Дивні атрактори з'являються в обох системах, і в неперервних динамічних (типу системи Лоренца) і в деяких дискретних (наприклад, відображення Ено). Деякі дискретні динамічні системи названі системами Жуліа за походженням. І дивні атрактори, і системи Жуліа мають типову рекурсивну, фрактальну структуру.
Теорема Пуанкаре — Бендиксона доводить, що дивний атрактор може виникнути в безперервній динамічній системі, лише якщо вона має три або більше вимірів. Однак це обмеження не діє для дискретних динамічних систем. Дискретні дво- і навіть одновимірні системи можуть мати дивні атрактори. Рух трьох або більшої кількості тіл, що зазнають гравітаційного тяжіння за деяких початкових умов може виявитися хаотичним рухом.

## Прості хаотичні системи
Хаотичними можуть бути й прості системи без диференціальних рівнянь. Прикладом може бути логістичне відображення, яке описує зміну кількості населення з плином часу. Логістичне відображення є поліноміальним відображенням другого степеня і часто наводиться в якості типового прикладу того, як хаотична поведінка може виникати з дуже простих нелінійних динамічних рівнянь. Ще один приклад — це модель Рікера, яка також описує динаміку населення.
Клітинний автомат — це набір клітин, що утворюють деяку періодичну ґратку з заданими правилами переходу. Клітинний автомат є дискретною динамічною системою, поведінка якої повністю визначається в термінах локальних залежностей. Еволюція навіть простих дискретних систем, таких як клітинні автомати, може сильно залежати від початкових умов. Ця тема докладно розглянута в роботах Стівена Вольфрама.
Просту модель консервативної (оборотної) хаотичної поведінки демонструє так зване відображення «кіт Арнольда». В математиці відображення «кіт Арнольда» є моделлю тора, яку він продемонстрував у 1960 році з використанням образу кішки.
Показати хаос для відповідних значень параметра може навіть одновимірне відображення, але для диференціального рівняння потрібно три або більше вимірів. Теорема Пуанкаре — Бендиксона стверджує, що двовимірне диференціальне рівняння має дуже стабільну поведінку. Тривимірні квадратичні системи тільки з трьома або чотирма змінними не можуть демонструвати хаотичної поведінки . Причина в тому, що розв'язки таких систем є асимптотичними відносно двовимірних площин і тому являють собою стабільні розв'язки.
Коло Чуа є одним з найпростіших електричних кіл, що генерує хаотичні коливання.

## Математична теорія
Теорема Шарковського — це основа доведення Лі і Йорк (1975) про те, що одновимірна система з регулярним потрійним періодом циклу може відобразити регулярні цикли будь-якої іншої довжини так само, як і повністю хаотичних орбіт. Математики винайшли багато додаткових способів описати хаотичні системи кількісними показниками. Сюди входять: рекурсивне вимірювання атрактора, показника Ляпунова, графіки рекурентного співвідношення, відображення Пуанкаре, діаграми подвоєння і оператор зсуву.

## Застосування
Теорія хаосу застосовується в багатьох наукових дисциплінах: математика, біологія, інформатика, економіка, інженерія, фінанси, філософія, фізика, політика, психологія та робототехніка.
В лабораторії хаотичну поведінку можна спостерігати в різних системах, таких як, електричні колах, лазери, хімічні реакції, динаміка рідин і магнітно-механічних пристроїв. У природі хаотична поведінка спостерігається в русі супутників сонячної системи, еволюції магнітного поля астрономічних тіл, приріст населення в екології, динаміці потенціалів у нейронах і молекулярних коливань. Є суттєві підстави вважати про існування динаміки хаосу в тектоніці плит і в економіці.
Одне з найуспішніших застосувань теорії хаосу було в екології, коли динамічні системи, схожі на модель Рікера, використовувалися, щоб показати залежність приросту населення від його густоти.
В даний час теорія хаосу також застосовується в медицині при вивченні епілепсії для передбачення нападів, враховуючи початковий стан організму.
Схожа галузь фізики, названа квантовою теорією хаосу, досліджує зв'язок між хаосом і квантовою механікою. Нещодавно з'явилася нова галузь, названа хаосом відносності, покликана описати системи, які розвиваються за законами загальної теорії відносності.

## Відмінності між випадковими і хаотичними даними
Тільки за початковими даними важко сказати, яким є спостережуваний процес — випадковим чи хаотичним, тому що практично не існує явного чистого «сигналу» відмінності. Завжди будуть деякі перешкоди, навіть якщо їх округлювати або не враховувати. Це означає, що будь-яка система, навіть якщо вона детермінована, буде містити трохи випадковостей.
Щоб відрізнити детермінований процес від стохастичного, потрібно знати, що детермінована система завжди розвивається за одним і тим самим шляхом від даної відправної точки. Таким чином, щоб перевірити процес на детермінізм необхідно:
1. Вибрати досліджуваний стан.
2. Знайти декілька подібних або майже подібних станів.
3. Порівняти їх розвиток у часі.

Похибка визначається як різниця між змінами в досліджуваному і подібному станах. Детермінована система буде мати дуже малу похибку (стійкий, постійний результат), або вона буде збільшуватись за експонентою з часом (хаос). Стохастична система буде мати безладно розподілену похибку.
По суті всі методи визначення детермінізму ґрунтуються на виявленні станів, близьких до даного досліджуваного (тобто, вимірювання кореляції, показника Ляпунова тощо). Щоб визначити стан системи, зазвичай покладаються на просторові методи визначення стадії розвитку. Дослідник вибирає діапазон вимірювання і досліджує розвиток похибки між двома прилеглими станами. Якщо вона виглядає випадковою, тоді потрібно збільшити діапазон, щоб отримати детерміновану похибку. Здається, що це зробити просто, але насправді це не так. По-перше, складність полягає в тому, що, при збільшенні діапазону вимірювання пошук довколишнього стану вимагає набагато більшої кількості часу для обчислень, щоб знайти підходящого претендента. Якщо діапазон вимірювання обрано занадто маленьким, то детерміновані дані можуть виглядати випадковими, але якщо діапазон дуже великий, то цього не станеться — метод буде працювати.
Коли в нелінійну детерміновану систему втручаються зовнішні перешкоди, її траєкторія постійно спотворюється. Більше того, дії перешкод посилюються через нелінійність, і система показує повністю нові динамічні властивості. Статистичні випробування з метою відокремити перешкоди від детермінованої основи або ізолювати їх зазнали невдачі. За наявності взаємодії між нелінійними детермінованими компонентами і перешкодами з'являється динаміка, яку традиційні випробування на нелінійність іноді не здатні фіксувати.